# Artère principale du pouce
L'artère principale du pouce est une artère de la main.

## Origine
L'artère principale du pouce naît de l'artère radiale au moment où elle se tourne médialement vers la partie profonde de la main.

## Trajet
L'artère principale du pouce descend entre le premier muscle interosseux dorsal et le chef oblique du muscle adducteur du pouce, le long du côté médial du premier métacarpien jusqu'à la base de la phalange proximale. Elle passe sous le tendon du muscle long fléchisseur du pouce et se divise en deux branches entre les insertions médiales et latérales du muscle adducteur du pouce. Ces branches longent les côtés du pouce, formant un arc sur la surface palmaire de la phalange distale, elles irriguent les téguments et le tissu sous-cutané du pouce.

## Aspect clinique
Comme l'artère principale du pouce a un pouls fort, le pouce ne doit pas être utilisé pour lire le pouls chez d'autres personnes, cela pouvant produire des faux positifs.